# ماري وايت (أستاذة جامعية)
ماري وايت هي مؤرخة العصور القديمة الكلاسيكية ‏ كندية، ولدت في 9 نوفمبر 1909 في Campbellford ‏ في كندا، وتوفيت في 1977 في تورونتو في كندا.